# Klippans naturreservat
För andra betydelser, se Klippan (olika betydelser).

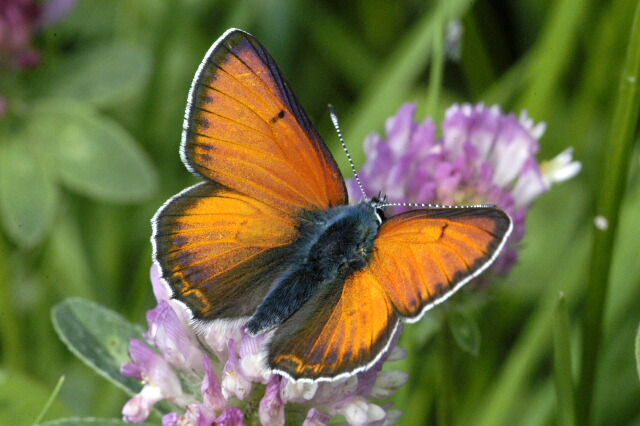
Violettkantad guldvinge

Klippan är ett naturreservat i Björketorps socken i Härryda kommun i Västergötland.
Naturreservatet bildades 1983 och utökades 2014. Det omfattar 106 hektar och är beläget två kilometer söder om Hindås. 
Landskapet domineras av tre moränåsar i nord-sydlig riktning. Dessa är bevuxna med drygt 150 år gammal tallskog. I denna urskogsliknande skog finns gott om lågor och torrakor som är hemvist för ett mossor, lavar och svampar. Inom reservatet finns även sänkor med sumpskog där det växer gran, björk och klibbal. Man kan inom Klippan finna på sällsynta och rödlistade kan nämnas hållav, lunglav, brödtaggsvamp, stubbtrådsmossa orkidén knärot och fjärilsarten violettkantad guldvinge. 
Stenmurar och odlingsrösen omgärdar de forna åker- och slåttermarkerna kring det nu förfallna hemmanet Klippan. På en del öppna ängsytorna växer slåttergubbe och stormåra.
Området ingår i EU:s ekologiska nätverk av skyddade områden, Natura 2000 och förvaltas av Västkuststiftelsen.

## Bilder

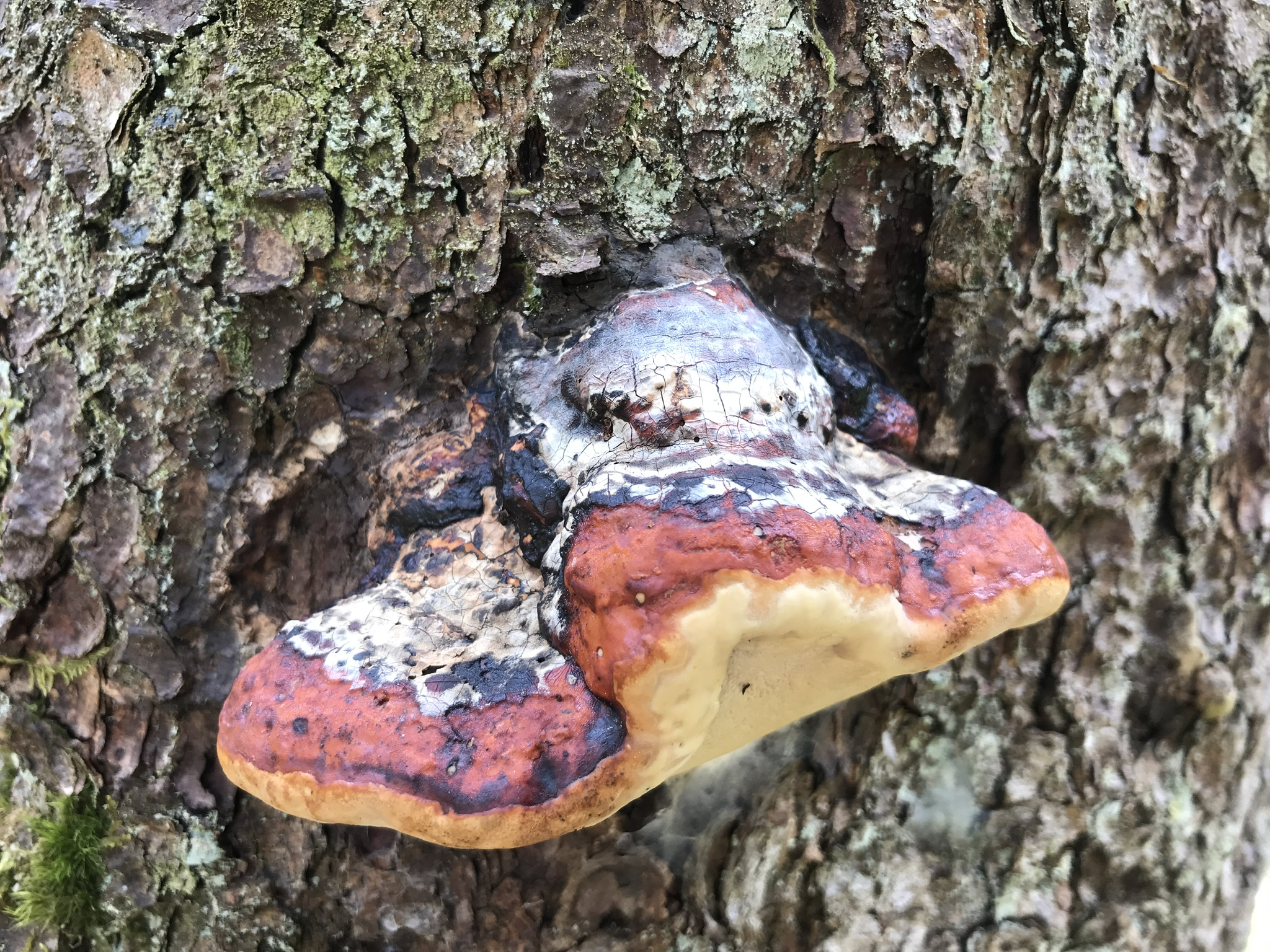
Klibbticka
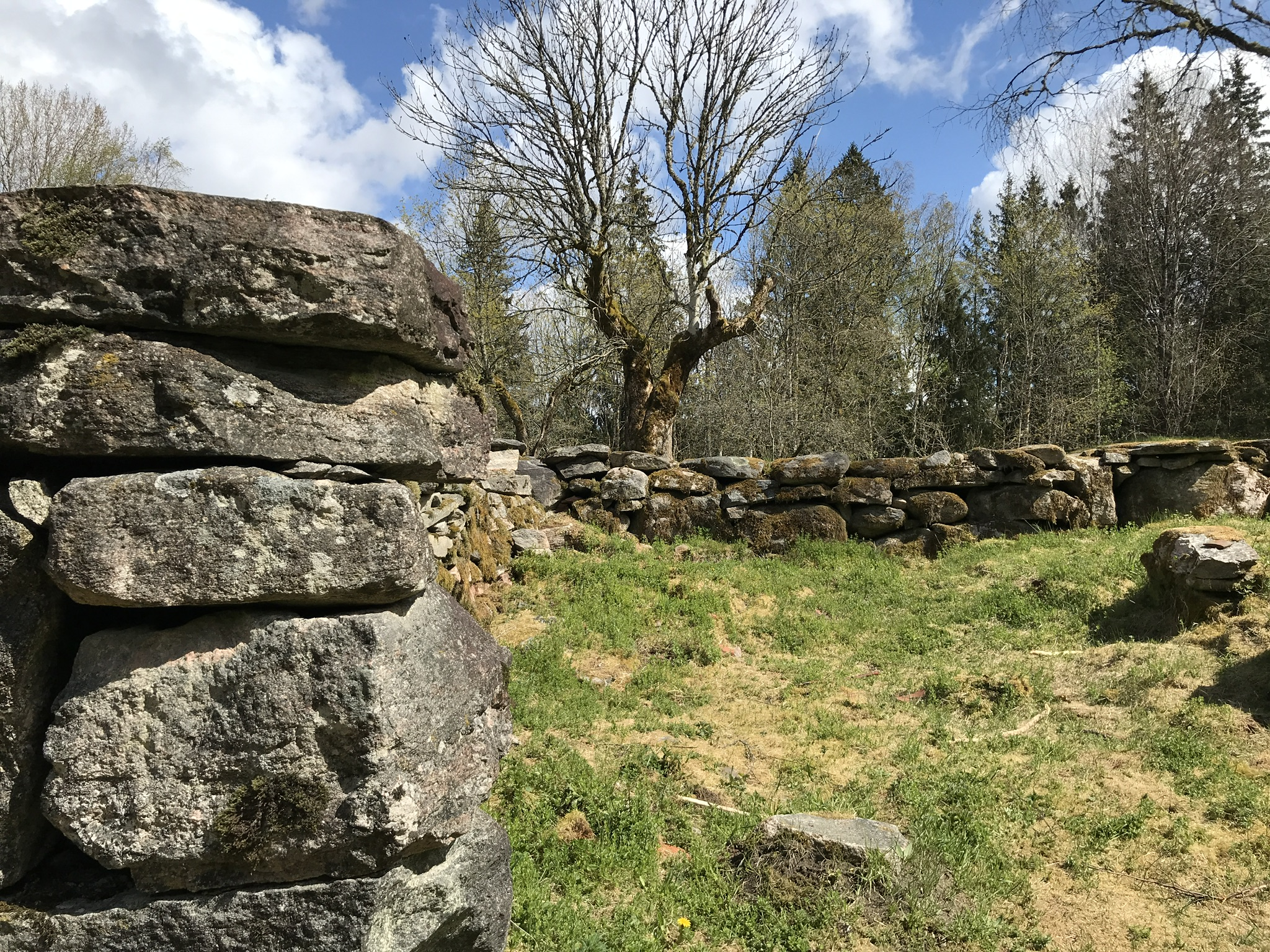
Ruin efter torpet Klippan